# Feredőgyógy
Feredőgyógy (Algyógyfürdő, románul: Geoagiu-Băi, korábban Feredeu) fürdőhely Romániában, Erdélyben, Hunyad megyében, Dévától 33 kilométerre északkeletre.

## Népessége
- 1785-ben 290-en lakták.[1]
- 1850-ben 295 ortodox vallású lakosából 290 volt román és 5 cigány nemzetiségű.
- 2002-ben 419 lakosából 412 volt román és 4 magyar nemzetiségű; 398 ortodox vallású.

## Története
Az itt feltörő vasas-kénes, 29–32 °C-os hévforrásokat először a rómaiak használták, akik Germisara néven fürdőtelepet hoztak létre a helyén. Giovanandrea Gromo feljegyzése szerint a 16. század közepén Izabella királyné újíttatta fel a fürdőt, amit később több erdélyi fejedelem is felkeresett. Kazinczy Ferenc 1816-os látogatása idején a telep birtokosa br. Bornemisza Lipót volt. 1885-ben kilencszáz fürdővendéget fogadott. 1906-ban építették ki az Algyógyról a fürdőkhöz vezető műutat. 1907-ben hét fürdőmedence és hetven vendégszoba várta a vendégeket. A szocializmus idején modern szállodákat építettek benne, melyek nagy részét a rendszerváltás után felújították.

## Látnivalók
- A római kori fürdő medencéinek maradványai és a termálvíz földalatti forrása[2]
- Fennmaradt a település és Csigmó között húzódó egykori római út 400 méteres északi szakasza. Az úthoz a követ a ma is működő travertin-kőfejtőben termelték ki.
- Meleg vizű vízesés a Gyógy-patakon. A közel 20 méter magas vízesést 16 forrás táplálja.[3]
- A fürdőtelep és az algyógyi TBC-szanatórium között a Besericuța-barlang, amelyet Peștera Prăbușită ('beomlott barlang') néven ismernek, amióta az 1977-es földrengésben 80%-a beomlott.

## Híres emberek
- A „feredő” vendége volt Izabella királyné, Báthory Zsigmond, Bethlen Gábor, Haller Gábor, II. Rákóczi György, I. Apafi Mihály, Bethlen Miklós, Pápai Páriz Ferenc, Bod Péter és Kazinczy Ferenc.

## Képek

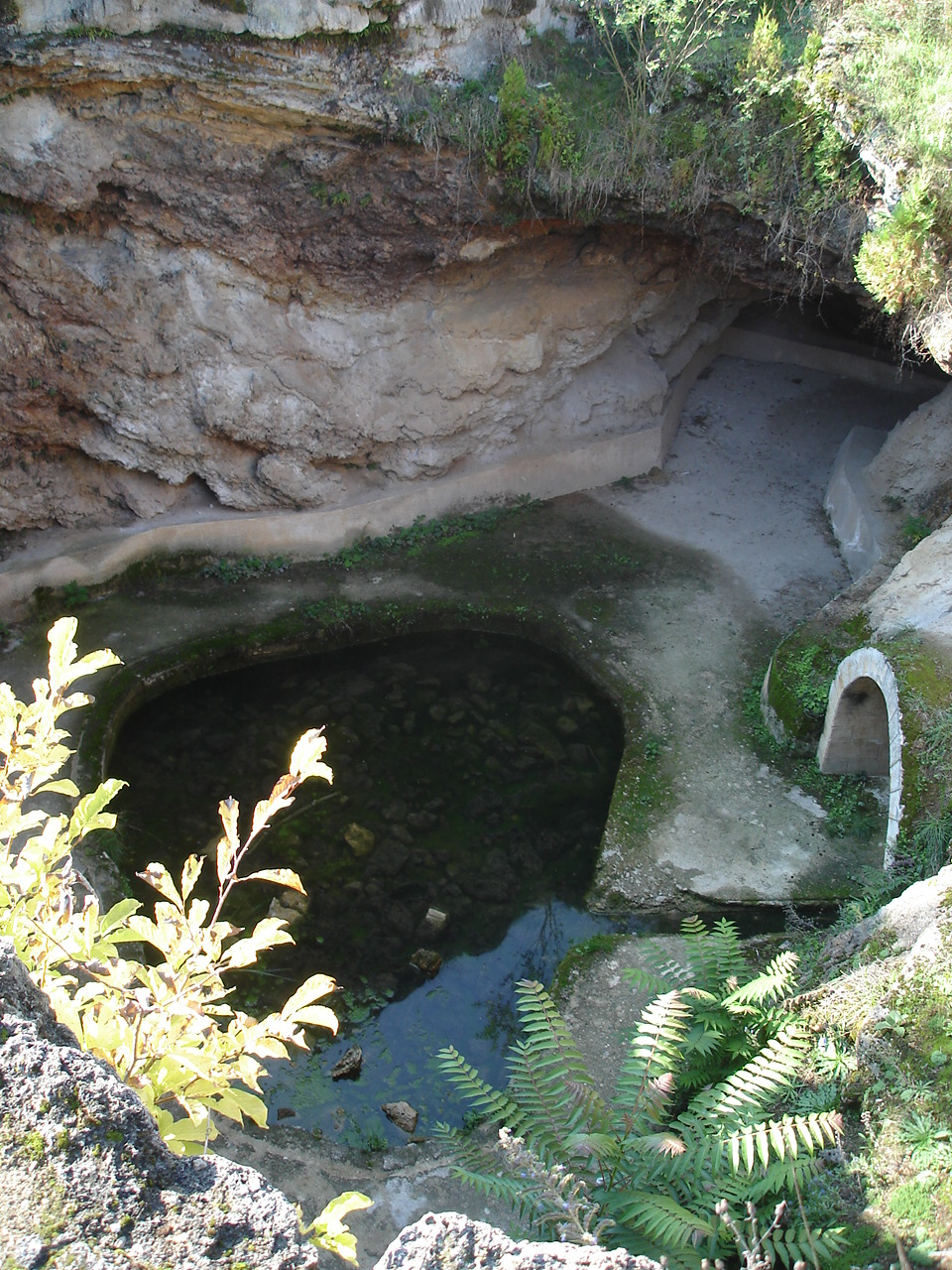
A római fürdő
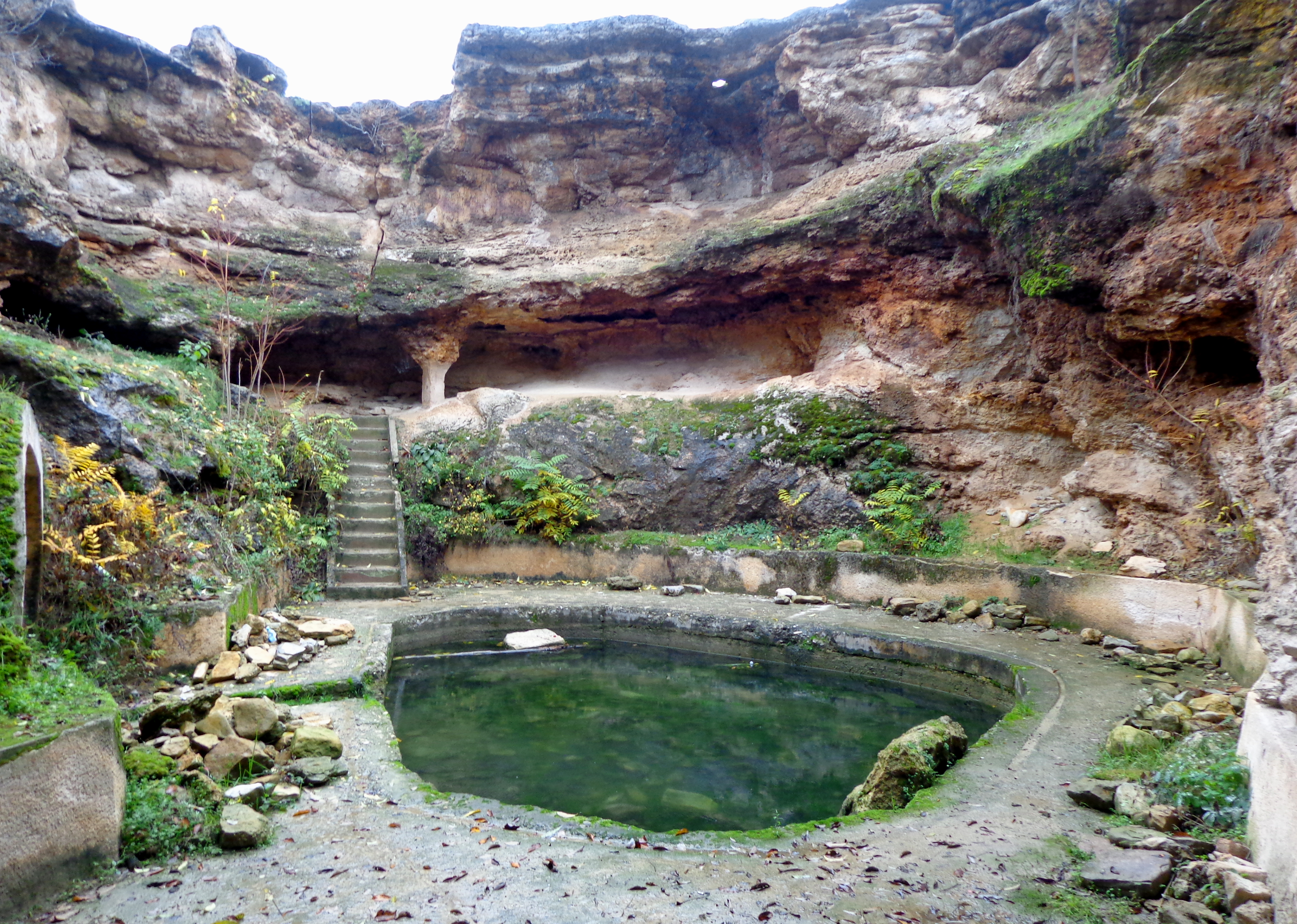
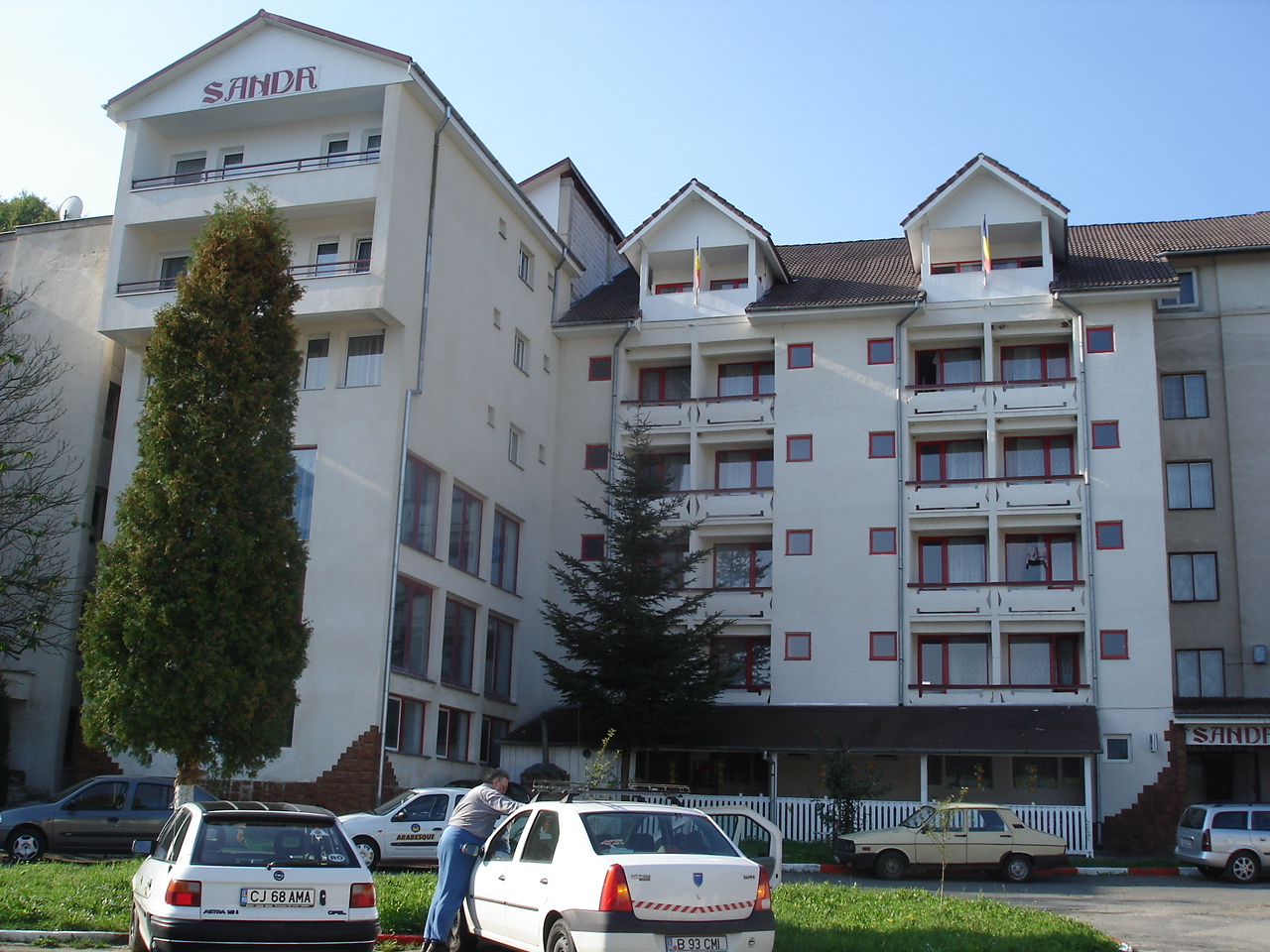
Szálloda
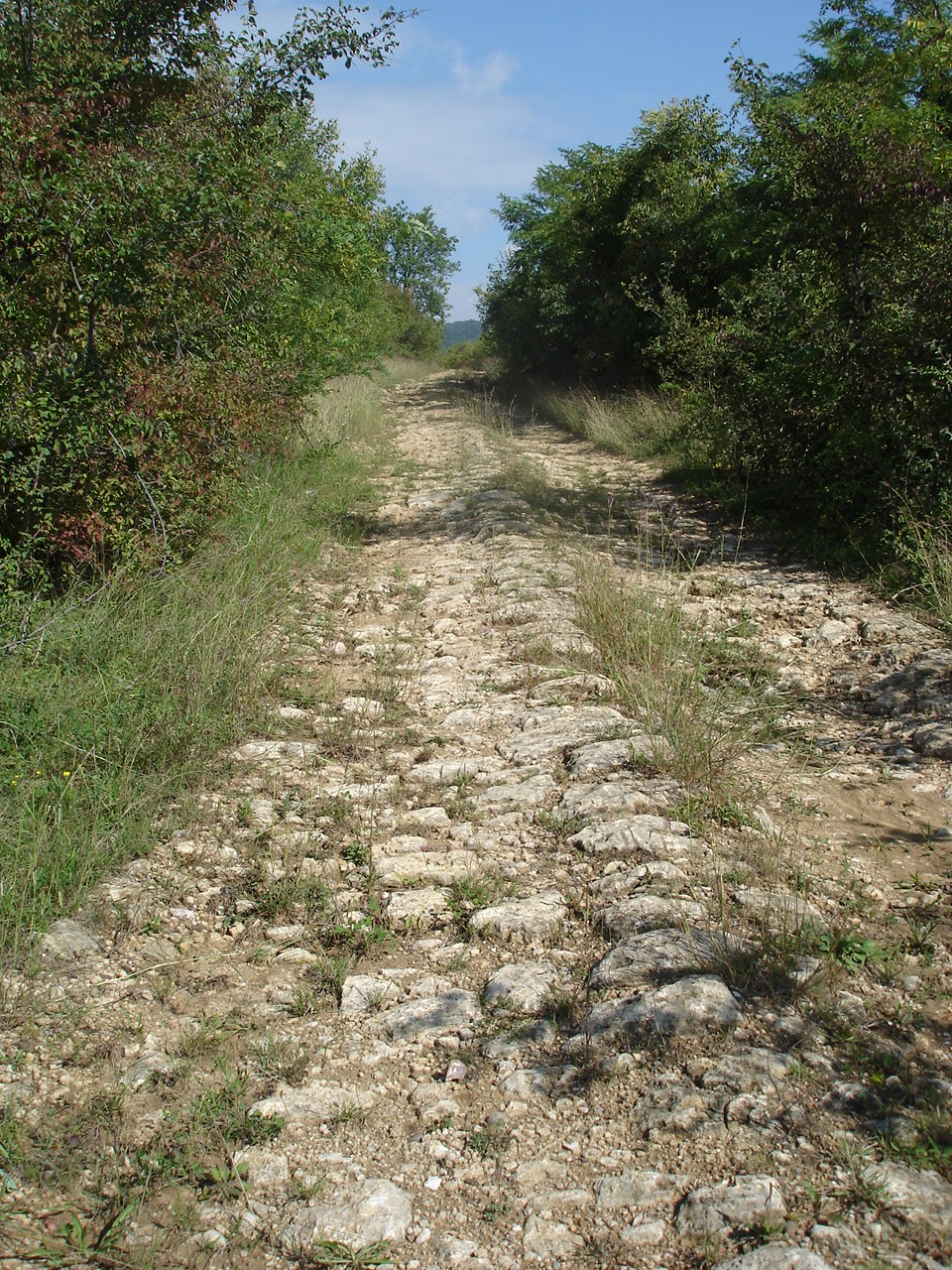
A római út